# Mounir Bernaoui
Pour les articles homonymes, voir Bernaoui.
Mounir Bernaoui, né le 12 août 1997, à Toulouse (France) d'un père algéro-italien et d'une mère algérienne originaire de Sidi Bel Abbès, est un joueur de basket-ball français. Il mesure 2,05 m et pèse 107 kg. Il évolue dans le championnat de basket-ball français, à Caen (NM1) au poste 4 (ailier fort).
Il a débuté dans le club de l'Étoile sportive Casselardit, à Toulouse, puis au TOAC Colomiers, en minimes France (Toulouse). Ensuite, il  joue pour l'Union Gascogne Basket, en cadet France deuxième division, et entame sa carrière professionnelle en 2014 au LMBC, qu'il quitte en 2016. Recruté par l'ESSM, en 2016, il joue aussi bien dans l'équipe espoir (jeunes) que dans l'équipe professionnelle jusqu'en 2018, avec laquelle il participe à la Fiba Europe Cup, il signe ensuite un contrat de deux ans avec Saint-Chamond Basket jusqu'en 2020.

## Carrière professionnelle en clubs
- 2015-2016 : Lille MB (NM2  - Pro B)
- 2016-2017 : Valence-Condom GB (NM2)
- 2017-2018 : ESSM Le Portel (Pro B)
- 2018-2020 : Saint-Chamond Basket (Pro B)
- 2020-2021 : Avignon-Le Pontet (NM1)
- 2021-2022 : C' Chartres (NM1)
- 2022- : Caen BC (NM1)

## Carrière internationale
Longtemps partagé entre la France, son pays de naissance, et l'Algérie, pays d'origine de ses parents, Bernaoui choisit finalement le pays du Maghreb. Il porte pour la première fois les couleurs de son pays au Championnat Arabe des Nations U18 à Alexandrie où il a emmené son équipe jusqu'au titre en étant élu meilleur joueur du tournoi. Doté d'un talent hors-norme, il est ensuite convoqué dans la foulée au tournoi 3x3 de Voiron au cours duquel il tire son épingle du jeu sous les yeux de nombreux recruteurs venus couvrir l’événement, notamment grâce à sa performance face au Kazakhstan en quart de finale (13 points à 4/4 longue distance). Grâce à ses performances en club et en sélection, Bernaoui tape dans l’œil d'Ali Filali qui décide de l'intégrer à la sélection A dès l'âge de 19 ans.
Il est médaillé d'argent en basket-ball à trois avec l'Algérie aux Jeux africains de plage de 2019.